# Rosmonda d’Inghilterra
Rosmonda d’Inghilterra ist eine Oper (Originalbezeichnung: „melodramma serio“) von Gaetano Donizetti. Das Libretto stammt von Felice Romani. Die Uraufführung fand am 27. Februar 1834 im Teatro della Pergola in Florenz statt.

## Inhalt

### Erster Akt
Garten von Schloss Woodstock
Das Volk bereitet sich auf die Rückkehr König Enricos (Heinrich II.) aus dem Krieg gegen Irland vor. Königin Leonora (Eleonore von Aquitanien) hat von ihrem Pagen Arturo – einem Waisenjungen, den sie aufgezogen hat – erfahren, dass Enrico eine heimliche Geliebte hat, welche er in einem Turm versteckt hält. Die wütende Eleonora will diese unbedingt sehen, während Arturo bereut, dass er das Geheimnis ausgeplaudert hat – denn er ist heimlich selber in Rosmonda verliebt.
Als Enrico erscheint, bedankt er sich beim Volk für den festlichen Empfang, sehnt sich jedoch heimlich bereits nach seiner Geliebten. Auch Clifford, der alte Lehrer des Königs, begrüßt Enrico freudig, stellt ihn aber sofort wegen der Gerüchte über dessen heimliche Geliebte zur Rede. Er verurteilt die „infame“ Unbekannte als zutiefst unmoralisch und verlangt, sie zu sehen, ohne zu ahnen, dass es sich um seine eigene Tochter Rosmonda handelt.
Rosmondas Turm
Die vereinsamte Rosmonda wartet sehnsüchtig auf die Rückkehr ihres Geliebten „Edegardo“, dessen wahre Identität sie nicht kennt; sie ist in ihren Gefühlen hin- und hergerissen, und empfindet Reue und Traurigkeit bei der Vorstellung, dass sie ihren Vater und ihr Zuhause nie mehr wiedersehen wird.
Als der Page Arturo den Besuch Cliffords anmeldet, gerät Rosmonda in Panik. In der folgenden Auseinandersetzung mit ihrem Vater erfährt sie, dass ihr Geliebter nicht nur verheiratet, sondern sogar der König ist. Sie ist irritiert und verletzt darüber, dass sie so belogen wurde, und als Enrico selbst erscheint, fällt sie zuerst in Ohnmacht. Er versichert Rosmonda, dass er zu seinem Wort stehen und sie heiraten wolle, doch ihr Vertrauen ist gebrochen.
Da erscheint auch noch Leonora mit ihrem Gefolge und heuchelt zuerst Unwissenheit und Überraschung. Clifford bittet die Königin, seine verführte Tochter zu schützen, doch Enrico tritt dazwischen und in einem heftigen Ehestreit erklärt er Leonora für abgesetzt. Leonora schwört blutige Rache und droht mit Krieg.

### Zweiter Akt
Halle auf Schloss Woodstock
Enrico hat es geschafft, dass seine Berater seiner Scheidung von Leonora zustimmen, obwohl diese besorgt sind über einen möglichen Krieg. Dennoch ordnet Enrico an, die Königin am nächsten Tag zurück in ihre Heimat Aquitanien zu schicken.
Leonora unternimmt einen Versuch, ihren Gatten umzustimmen: Sie erinnert ihn daran, dass er nur durch ihre Hilfe König von England wurde, und behauptet, ihn immer noch zu lieben. Doch vergeblich: Enrico will sich von ihr trennen.
Rosmondas Turm
Der Page Arturo ist allein und wartet auf die Königin. Er sinnt seiner hoffnungslosen Liebe zu Rosmonda nach. Da tritt unerwartet Clifford ein. Dieser befiehlt seiner Tochter im Namen der Königin, noch in derselben Nacht heimlich nach Aquitanien zu fliehen, wo sie mit Arturo verheiratet werden soll. Rosmonda bittet darum, lieber in ein Kloster gehen zu dürfen, doch Enrico macht ihr Schuldgefühle und so stimmt sie schließlich, innerlich unglücklich, dem Plan zu.
Enrico versucht Rosmonda unter vier Augen zu überzeugen, seine Frau und Königin zu werden. Doch sie ist zu enttäuscht und lehnt ab. Als man eine Glocke die Uhr schlagen hört, verabschiedet sie sich von ihm.
Garten von Schloss Woodstock
Rosmonda wartet nachts im Park auf Arturo. Doch statt seiner erscheint Leonora und wirft ihrer Rivalin vor, den geheimen Plan ihrer Flucht dem König verraten zu haben. Die vor Wut halb wahnsinnige Leonora zückt einen Dolch, um Rosmonda umzubringen, doch diese beteuert ihre Unschuld. Leonora ist schon fast geneigt, sie entkommen zu lassen, doch als plötzlich das Erscheinen Enricos angekündigt wird, ersticht sie Rosmonda und schiebt Enrico die ganze Schuld an ihrer Untat zu.

## Besonderheiten

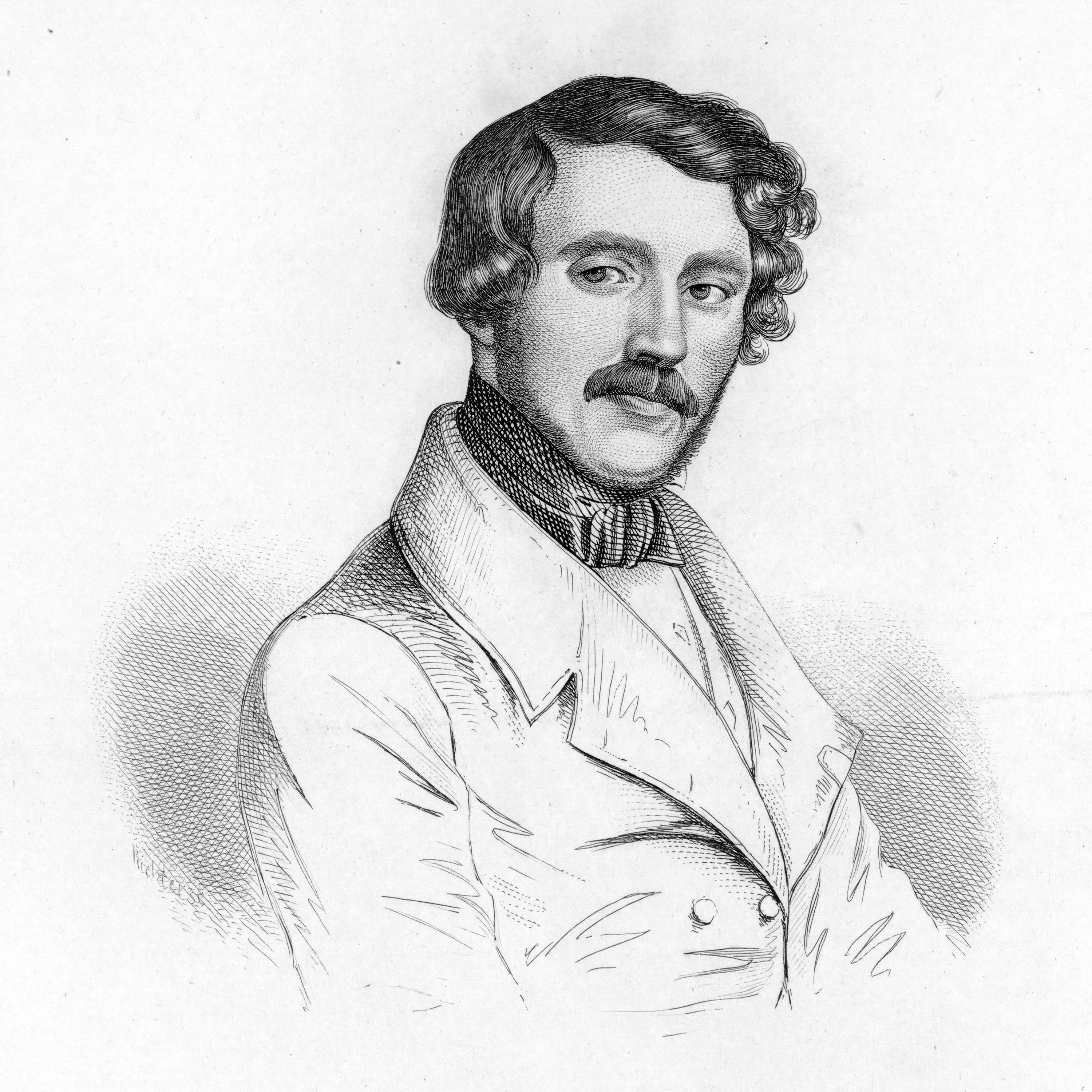
Gaetano Donizetti

Rosmonda d’Inghilterra war die zweite Oper, die Donizetti für den Impresario Alessandro Lanari und für Florenz komponierte, nach Parisina (UA: März 1833). Die beiden Opern könnten musikalisch kaum unterschiedlicher sein: Während Parisina vor allem melancholisch, poetisch und dunkel gefärbt ist, ist die Partitur von Rosmonda wesentlich extravertierter und heller. Die Handlung und das Libretto der Oper sind wirkungsvoll, spannend, dramatisch und romantisch, die Musik als Ganzes ist aber nicht auf derselben Höhe der Inspiration wie Parisina und Lucia di Lammermoor (UA: September 1835) oder einige andere Werke derselben Phase. In allen drei genannten Werken sang Gilbert Duprez die Tenor-Hauptrollen, während Donizetti die ausgesprochen virtuose und in einem ungewöhnlich reich verzierten Stil gehaltene Titelpartie der Rosmonda der damals noch relativ bühnen-unerfahrenen Fanny Tacchinardi-Persiani auf den Leib schrieb, die später auch seine erste Lucia und seine erste Pia de’ Tolomei (1837) war.
Die musikalischen Höhepunkte der Oper sind Rosmondas Auftrittsszene und -arie „Perché non ho del vento“ (Akt I), das überaus ausdrucksvolle Duett Rosmonda-Clifford (Akt I), das Quintett „É dessa: alfin la perfida“ im Finale I, und im zweiten Akt besonders das große Duett Rosmonda-Enrico sowie das Duett „Tu morrai – tu mai costretta“ für Leonora und Rosmonda im Finale. Dabei fällt auf, dass bei allen genannten Duetten die abschließenden Strettas deutlich konventioneller und durchschnittlicher ausfallen als Beginn und Mittelteil.
Die bekannteste, ja einst berühmte, Nummer der Oper ist Rosmondas Cavatina „Perché non ho del vento“ mit der Cabaletta „Torna, torna o caro oggetto“. Sie ist in eine ausdrucksvolle Scena mit einem einleitenden Oboen-Solo eingebettet und die „fliegenden“ Koloraturen im ersten Arienteil drücken sehr bildlich und poetisch den „Flug“ des „Windes“ im Text aus. Im Mittelteil hört man von weitem die Mezzosopran-Stimme des Pagen Arturo antworten und mit Rosmondas Stimme verschmelzen. Fanny Persiani liebte diese Arie so sehr, dass sie sie später in Lucia di Lammermoor anstelle der Cavatine „Regnava nel silenzio“ einschob. Donizetti, der offenbar davon ausging, dass Rosmonda als Ganzes nie mehr aufgeführt werden würde, beließ die Arie 1839 in seiner französischen Version von Lucia di Lammermoor, allerdings in veränderter Form, ohne die Passagen für Arturo.

„Perché non ho del vento“  wurde bereits vor der ganzen Oper von einigen Sopranen wiederentdeckt und es gibt davon Aufnahmen mit der jungen Joan Sutherland (1961), Beverly Sills (1968) und Lella Cuberli (1984).

## Werkgeschichte

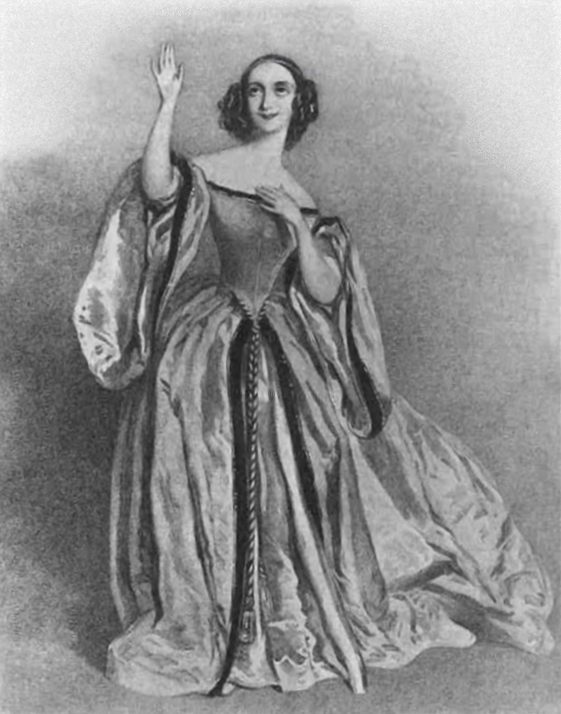
Fanny Tacchinardi Persiani

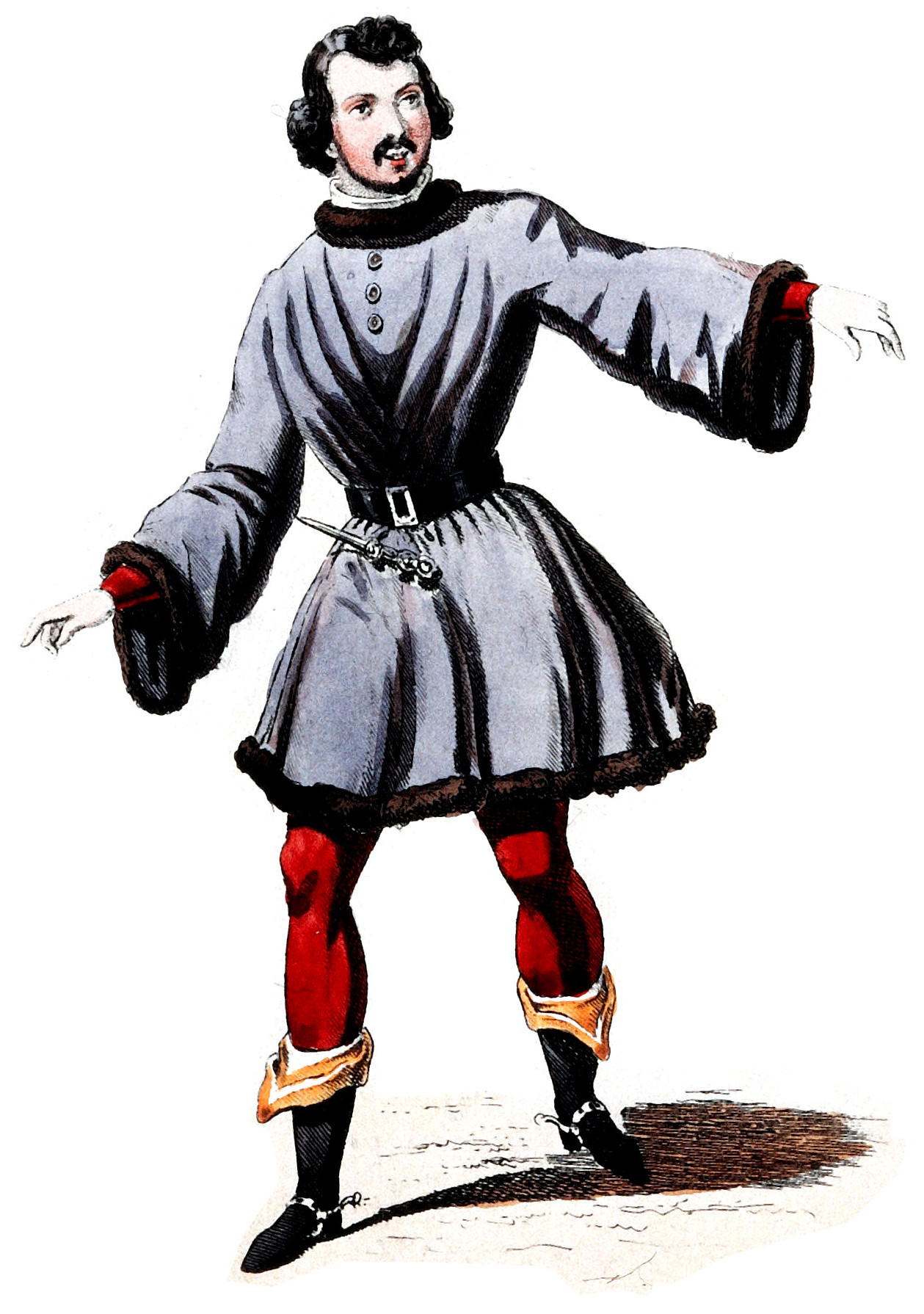
Gilbert Duprez

Der Librettist Felice Romani hatte Ende 1833/Anfang 1834 alle Hände voll zu tun und war nicht bereit, nach oder fast gleichzeitig mit Lucrezia Borgia (UA: 26. Dezember 1833) ein neues Libretto für Donizetti zu schreiben. Immerhin stimmte Romani aber zu, sein Libretto Rosmonda d’Inghilterra, welches 1829 zuerst von Carlo Coccia vertont worden war, für Donizetti etwas zu überarbeiten. Ein Theaterstück von Émile Boisnormand de Bonnechose über das Leben der Rosamund Clifford (1150–1176), einer Mätresse König Heinrich II., die eine außergewöhnliche Schönheit gewesen sein soll, diente dabei als Vorlage.
Im Vergleich zur Coccia-Oper wurde die Introduzione stark gekürzt und fast völlig neu geschrieben, der Part der Rosmonda etwas ausgebaut und die Rolle des Arturo deutlich verkleinert. In der Oper ersticht Königin Leonora ihre Rivalin Rosmonda, was zwar historisch nicht haltbar ist, jedoch als Opernstoff äußerst wirkungsvoll.
Bei der Uraufführung am 27. Februar 1834 im Teatro della Pergola in Florenz sangen Gilbert Duprez (Enrico II), Fanny Tacchinardi-Persiani (Rosmonda), Anna del Serre (Leonora), Carlo Porto-Ottolini (Clifford) und Giuseppina Merola (Arturo). Die Oper war ein „lauwarmer“ Erfolg, soll aber in den folgenden Aufführungen immer mehr gefallen haben. Trotzdem fiel sie fast sofort in Vergessen.
Donizetti überarbeitete die Partitur im Juni 1837 auf Wunsch von Domenico Barbaja für eine geplante Inszenierung am Teatro San Carlo in Neapel, die jedoch aus unbekannten Gründen nie stattfand. Dafür entstanden eine neue Ouvertüre und wahrscheinlich auch die Cabaletta finale für Eleonora. Die Oper hätte dabei unter dem neuen Titel Eleonora di Guienna laufen sollen und es wurden sogar einige Nummern mit Klavierauszug unter dem neuen Namen veröffentlicht.
Die einzige weitere bekannte Aufführung fand im Oktober 1845 in Livorno statt, bevor das Werk völlig in der Versenkung verschwand.
Erst im Oktober und November 1975 wurde Rosmonda d’Inghilterra in London und Belfast durch die Opera Rara Gesellschaft konzertant wieder aufgeführt, mit Yvonne Kenny in der Titelrolle. Opera Rara brachte auch 1994 eine Gesamtaufnahme des Werkes mit Renée Fleming als Rosmonda heraus.
In Deutschland wurde die Oper zum ersten Mal 2004 in Gelsenkirchen auf die Bühne gebracht.
2016 kam es zu einer Inszenierung beim Donizetti-Festival in Bergamo mit Jessica Pratt in der Titelrolle, Eva Mei (Leonora) und Dario Schmunck (Enrico); davon wurde ein Film-Mitschnitt herausgebracht (siehe unten: Aufnahmen). In fast derselben Besetzung, aber mit Michael Spyres als Enrico, gab es kurz davor, im Oktober 2016, bereits eine Konzertaufführung beim Maggio Musicale in Florenz.

## Aufnahmen
- 1994: mit Renée Fleming (Rosmonda), Nelly Miricioiu (Leonora), Bruce Ford (Enrico), Alastair Miles (Clifford), Diana Montague (Arturo), Geoffrey Mitchell Choir, Philharmonia Orchestra, Dir.: David Parry (Opera Rara: ORC 13; veröffentlicht 1996)
- 2016: mit Jessica Pratt (Rosmonda), Eva Mei (Leonora), Dario Schmunck (Enrico), Nicola Ulivieri (Clifford), Raffaella Lupinacci (Arturo), Chor und Orchester der Donizetti Oper Bergamo, Dir.: Sebastiano Rolli (Dynamic; LIVE-Aufnahme vom Festival in Bergamo; DVD; veröffentlicht 2017)